# Zhèn (I Ching)
Zhèn (em chinês pinyin) (震) ou shin em japonês, é um dos oito trigramas básicos do Bāguà, elemento estruturante do I Ching.
Também grafado Chên, este conceito chinês pode ser associado ao Trovão (雷), ao elemento Madeira (木), ao planeta Júpiter (木星), ao 1.º Filho, ao Incitar.
Duas linhas cortadas no topo e uma linha sólida, simbolizam o trovão. As duas linhas cortadas no topo possuem uma imagem de luz e a linha sólida em baixo simboliza a elevação. Assim é a imagem da luz que golpeia no alto de uma montanha.